# My Red Hot Car
Singles de Squarepusher
Vic Acid
(1997) Do You Know Squarepusher?
(2001)
My Red Hot Car est un single du musicien anglais de musique électronique Squarepusher, sorti sur le label Warp Records en 2001.
La piste principale, My Red Hot Car, est tirée de l'album Go Plastic.

## Pistes
| No | Titre                            | Durée |
| -- | -------------------------------- | ----- |
| 1. | My Red Hot Car (Girl)            | 5:01  |
| 2. | My Red Hot Car                   | 4:18  |
| 3. | Hardcore Obelisk                 | 5:25  |
| 4. | I Wish You Obelisk               | 31:40 |
|    | Morceau caché (commence à 26:33) |       |

La dernière piste, I Wish You Obelisk, contient une piste cachée qui débute à 26:33.